# 淡路島酪農農業協同組合

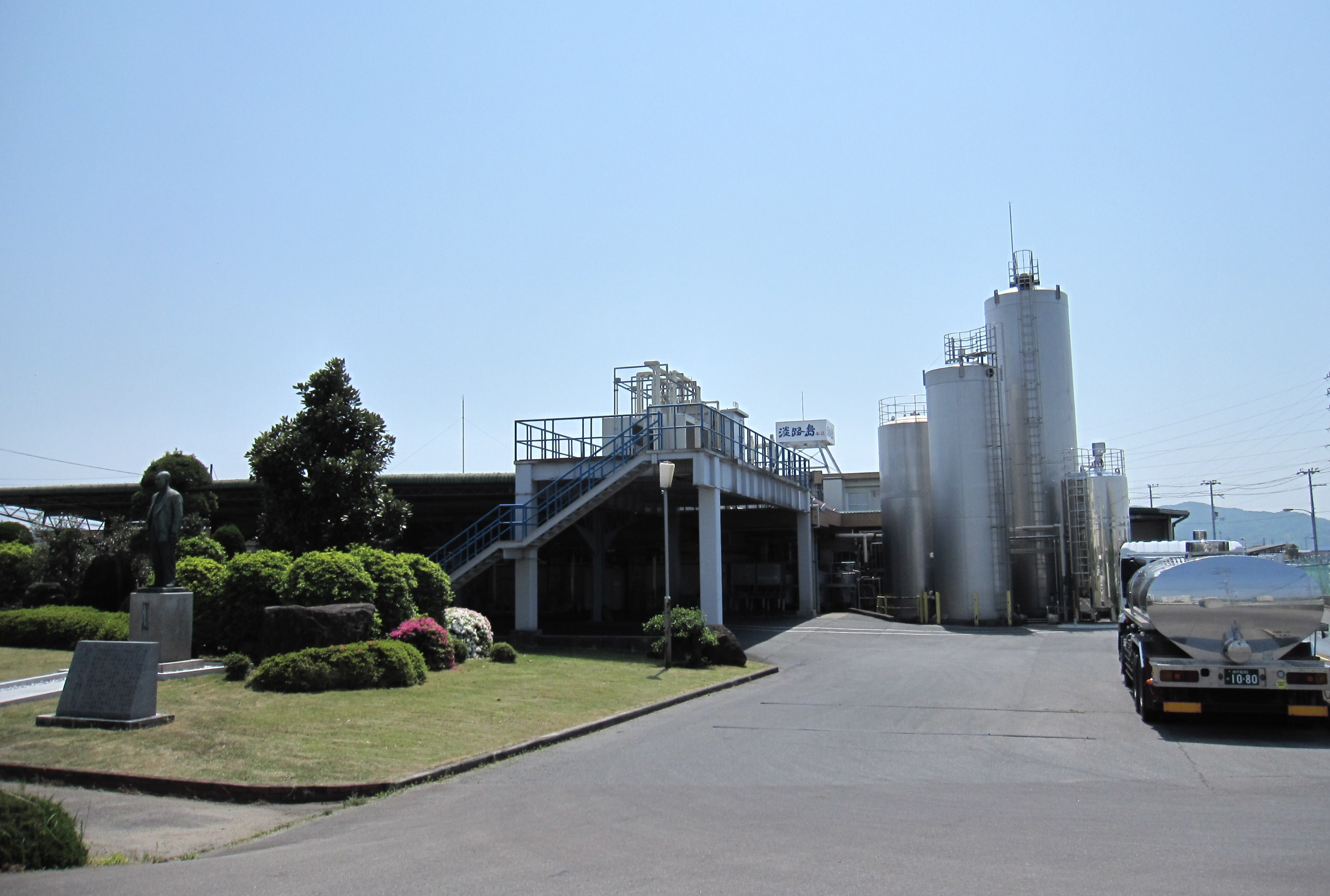
淡路島酪農農業協同組合本所・牛乳工場

淡路島酪農農業協同組合（あわじしまらくのうのうぎょうきょうどうくみあい）は、兵庫県南あわじ市に本拠を置いていた酪農専門の農業協同組合（専門農協）。「淡路島牛乳」ブランドの牛乳やその他の乳製品を生産・販売していた。略称は淡路島酪農。ネットショップを開設して販売網を広げていたが、牛乳工場は淡路島牛乳株式会社に分社化され、淡路島酪農農業協同組合は兵庫県酪農農業協同組合に統合されている。

## 沿革

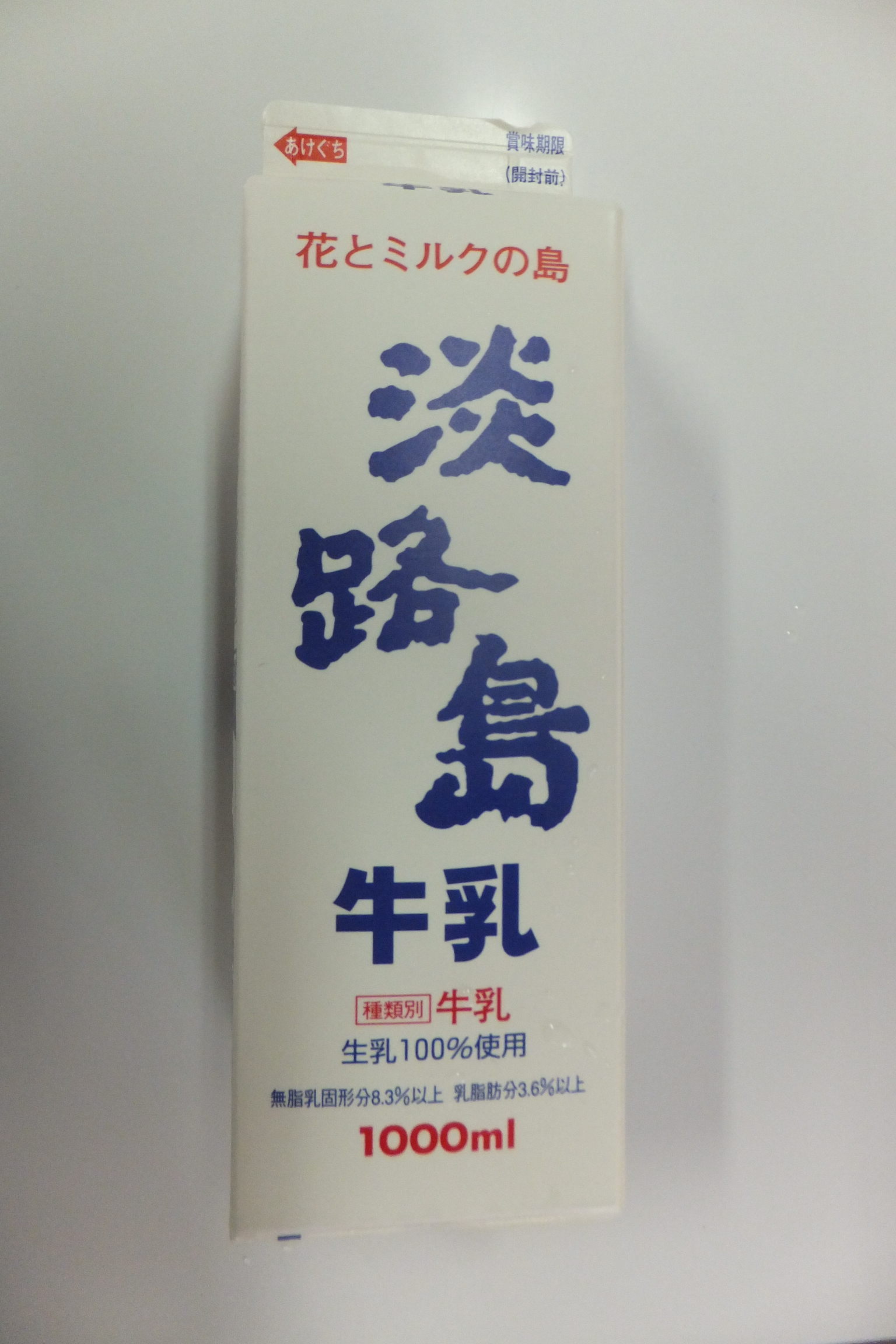
淡路島牛乳

- 1900年（明治33年）- 淡路島で乳牛としてホルスタインの飼育が始まる。
- 1948年（昭和23年）- 前年公布の農業協同組合法により、洲本市酪農農業協同組合・三原郡酪農農業協同組合が設立される。
- 1969年（昭和44年） - 淡路島牧場の前身となる乳牛改良センターを建設。
- 2007年（平成19年）- 洲本市酪農農業協同組合と三原郡酪農農業協同組合が合併し、淡路島酪農農業協同組合となる。
- 2016年（平成28年）4月1日 - 淡路島酪農農業協同組合の牛乳工場を分社化し、淡路島牛乳株式会社を設立
- 2016年（平成28年）4月1日 - 兵庫県酪農農業協同組合連合会と9酪農組織（淡路島（南あわじ市）・東播（小野市）・西播（姫路市）・兵庫丹但（丹波市）・北丹（豊岡市）の5酪農農協とJA兵庫六甲（神戸市北区）・淡路日の出（淡路市）・みのり（加東市）・たじま（豊岡市）の4農協の酪農部門）の事業を引き継ぎ、県全域を事業区域とする兵庫県酪農農業協同組合が発足

## 拠点
- 本所 - 南あわじ市市善光寺26-1
- 牛乳工場 - 南あわじ市市善光寺26-1
- 洲本事務所 - 洲本市宇山3-5-28
- 淡路島牧場 - 南あわじ市八木養宜上1
- アイスクリーム工房南風 - 洲本市塩屋1-1-17
- 飼料供給センター - 南あわじ市八木養宜上1-8

## 淡路島牧場

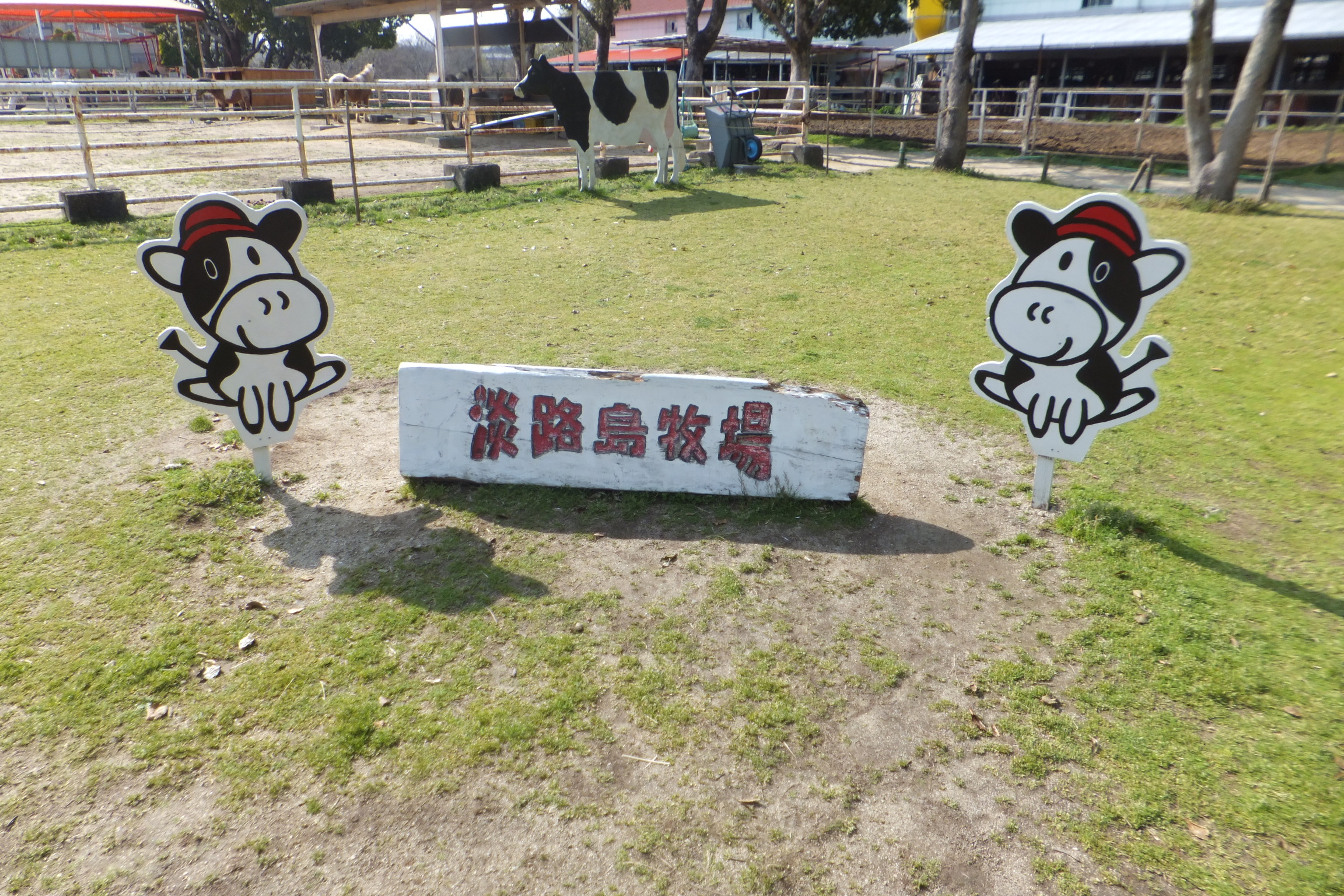
淡路島牧場

乳牛の乳搾り・子牛への乳飲ませ・バター手作り・野菜収穫を一般客が体験できる施設。酪農に関する体験型施設であり、広大な牧草地などはない。メリーゴーラウンド風にポニーに乗馬できる施設もある。
- 乳搾り体験場・乳飲まし体験場・ポニー乗馬場・どろんこ体験場（野菜収穫体験）・ピックランド館（バター手作り体験）
- 新バーベキュー館 - 淡路牛のバーベキュー施設
- 売店・牛乳試飲コーナー - 淡路島牛乳・ソフトクリームなど

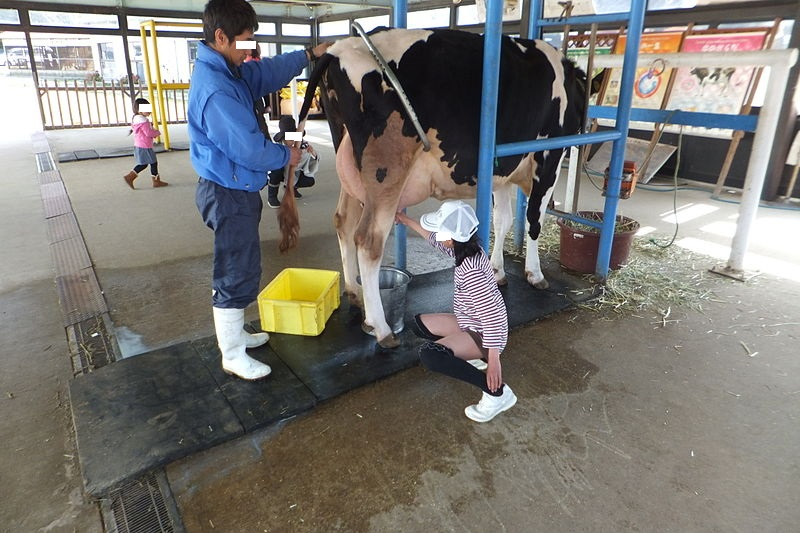
乳搾り体験場
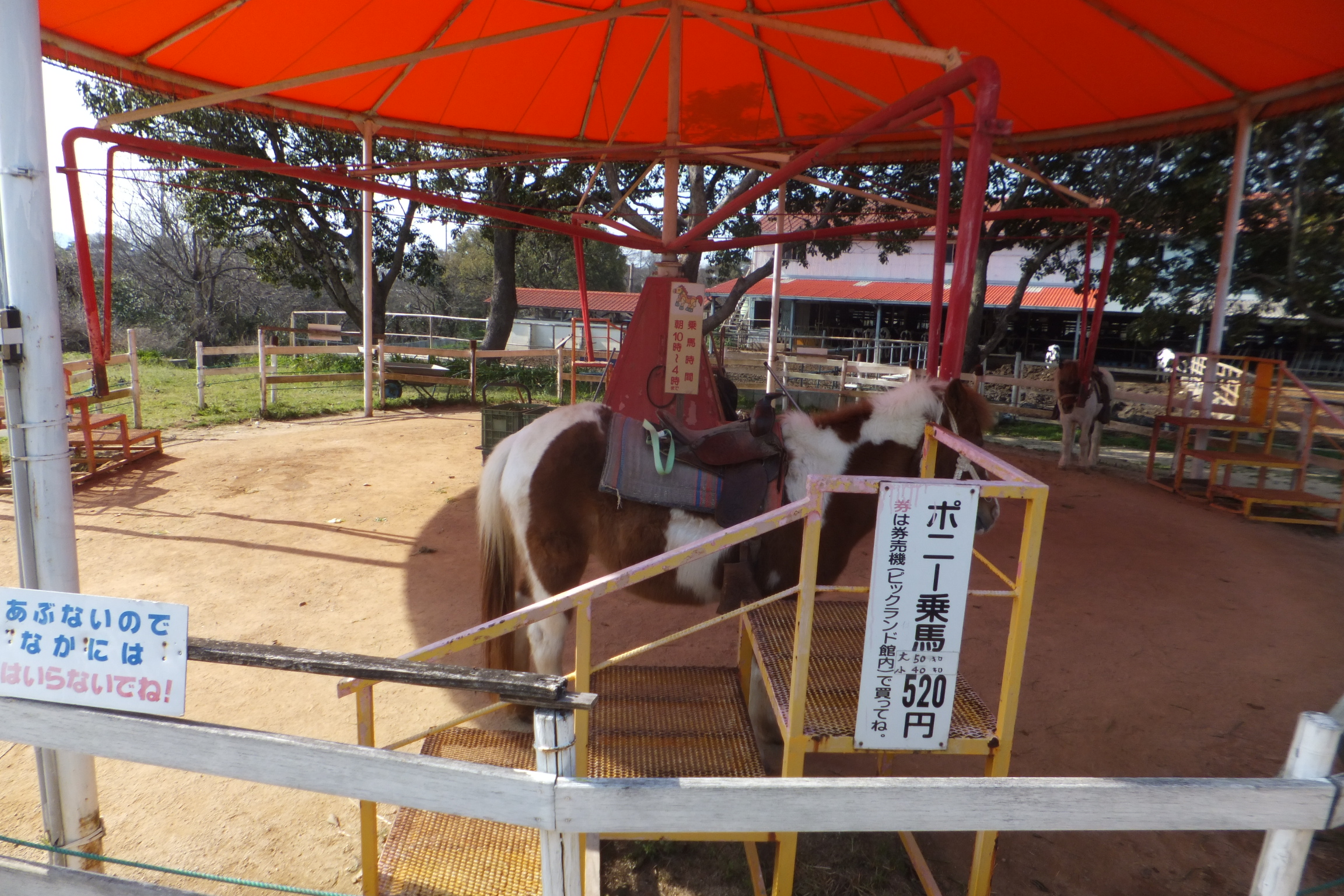
ポニー乗馬場